# Andrée Ruellan
Andrée Ruellan (Manhattan, 6 april 1905 – Kingston, 15 juli 2006) was een Amerikaans kunstschilderes en tekenares. Toen ze negen jaar oud was, werden aquarellen en tekeningen van haar hand opgenomen in een groepsexpositie met kunstschilder Robert Henri. Haar werk kenmerkt zich door uitbeeldingen van het gewone leven.

## Biografie
Ruellan werd geboren in New York en had Franse ouders. Hierdoor sprak ze zelf eerst ook alleen Frans. Haar ouders stimuleerden haar artistieke aanleg door haar bij een vriend kunstonderwijs te laten volgen. In 1913 bezocht ze daarom verschillende culturele evenementen, concerten, musea en bijvoorbeeld ook de tentoonstelling Armory Show. De Ashcan School-schilder Robert Henri nodigde haar in 1914 uit voor een groepsexpositie in East Village; ze was toen nog maar negen jaar oud. Voor de expositie leverde ze aquarellen en tekeningen aan die ze gemaakt had van het straatleven in New York. Ook werd een illustratie van haar hand nog hetzelfde jaar afgedrukt in het progressieve magazine The Masses.
Haar vader was piloot en vliegtuigmonteur. Toen hij in 1920 omkwam tijdens een ongeluk op het vliegveld, begon ze haar werk te verkopen om haar moeder financieel te steunen. Dat jaar ontving ze ook een studiebeurs van de Art Students League of New York; hier kreeg ze les van Maurice Sterne. Van 1922 tot 1929 verbleef ze met haar moeder in Europa en studeerde ze in Rome en Parijs. Daar leerde ze ook de kunstschilder John W. Taylor kennen, met wie ze in 1929 trouwde. Samen vertrokken ze naar Shady nabij Woodstock, waar zich al lange tijd een grote kunstenaarsgemeenschap ophield. Tijdens de Grote Depressie in de jaren dertig maakten ze verschillende reizen naar het zuiden van de VS. Hier schilderde ze meerdere bijzondere stukken, onder meer met spelende en werkende Afro-Amerikanen.
De uitbeeldingen van het gewone leven zijn een kenmerk in haar werk gebleven. Haar stijl was echter niet onveranderlijk en ontwikkelde zich in latere jaren onder invloed van het surrealisme en het abstract expressionisme. In de laatste jaren van haar leven keerde ze echter weer terug naar het realisme. Volgens haar zou kunst over mensen van vlees en bloed moeten gaan.
Nadat haar man in 1983 was overleden, bleef ze tot ver over de tachtig doorschilderen. Haar werk is opgenomen in de permanente collecties van onder meer het Metropolitan Museum of Art en het Whitney Museum of American Art. In 2005, het jaar van haar honderdste verjaardag, organiseerde het Georgia Museum of Art een terugblik op haar werk. Deze expositie deed een jaar later ook het Columbus Museum aan. Ze overleed in juli 2006 op 101-jarige leeftijd, toen die expositie nog liep.

## Galerij
| Savannah in Georgia – stadsmarkt en papierfabriek/rivier |
| Savannah, Georgia – stadsmarkt en papierfabriek/rivier   |

- Gemeinsame Normdatei: 119179717
- International Standard Name Identifier: 0000 0000 7860 8797
- Library of Congress Control Number: n93002522
- RKD-Nederlands Instituut voor Kunstgeschiedenis: 97011
- SNAC: w6jh3ncw
- Union List of Artist Names: 500041058
- Virtual International Authority File: 70597153
- WorldCat: E39PBJmpf7FQxBV3XFbCCXTbVC